# Jaime Humberto Hermosillo

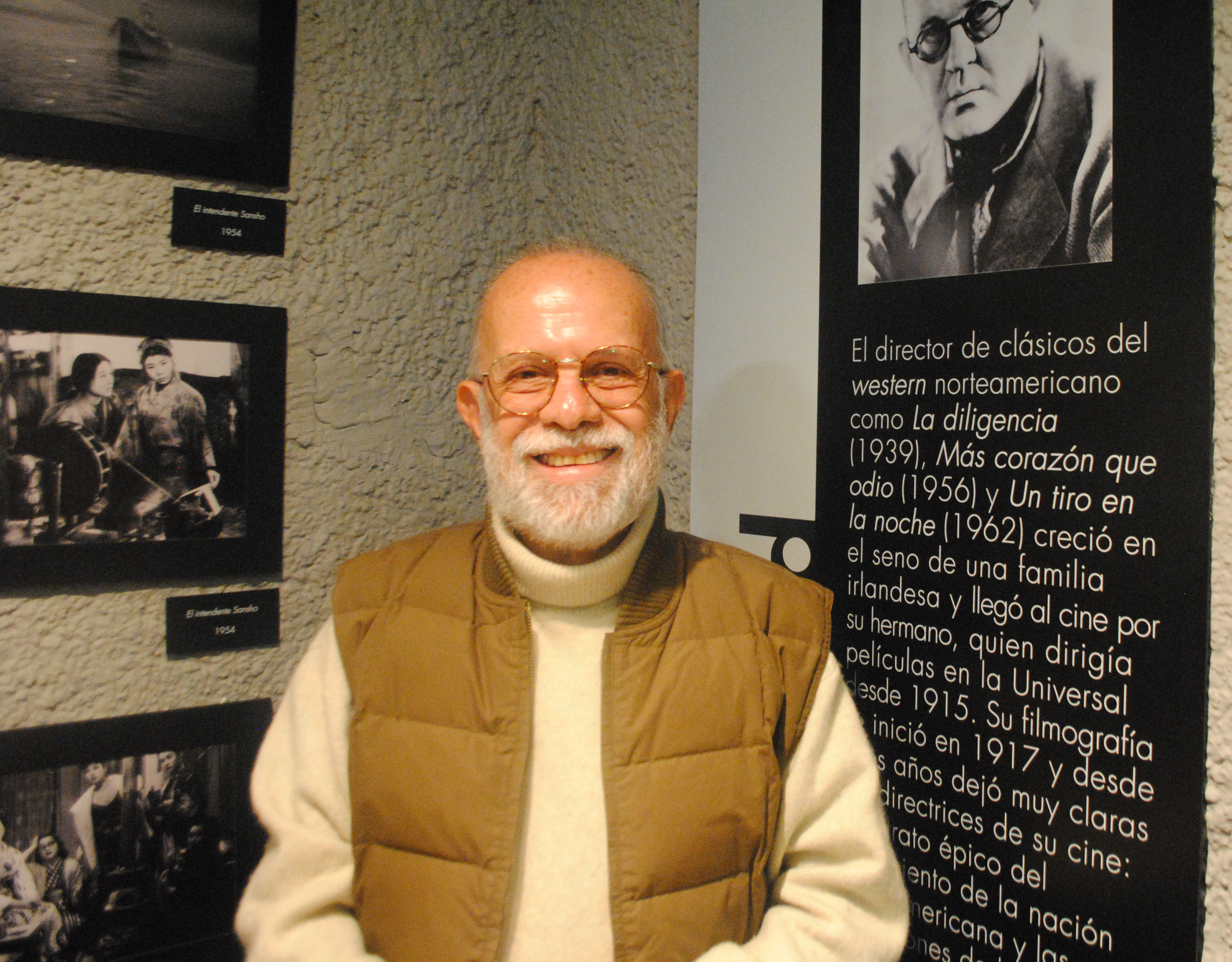
Jaime Humberto Hermosillo

Jaime Humberto Hermosillo (* 22. Januar 1942 in Aguascalientes; † 13. Januar 2020 in Guadalajara) war ein mexikanischer Filmregisseur, Filmproduzent, Drehbuchautor und Hochschullehrer. Er war einer der erfolgreichsten Filmschaffenden Mexikos der letzten Jahrzehnte. In seinen Filmen thematisierte Hermosillo, der als einziger mexikanischer Regisseur offen homosexuell lebte, oftmals die Scheinheiligkeit der Gesellschaft.

## Leben
Seinen ersten Film drehte Jaime Humberto Hermosillo 1965 mit Homesick. Der Kurzfilm basierte auf einer Geschichte von Albert Camus. 1967 folgte ein weiterer Kurzfilm, ehe Hermosillo 1969 mit Los nuestros seinen ersten langen Spielfilm vorlegte. Als unabhängiger Filmemacher konnte er auch unter der Regierung José López Portillos, der am 1. Dezember 1976 Präsident wurde und seine Schwester Margarita López Portillo, die in der Folge fast die gesamte staatliche Filmförderung auslöschte, zur Direktorin aller Filmstudios und Rundfunksender ernannte, seine Arbeit fortsetzen. So veröffentlichte Jaime Humberto Hermosillo 1977 drei Filme. 1979 drehte er María de mi corazón nach einer literarischen Vorlage von Gabriel García Márquez. Dieser Film, der eine Liebesgeschichte erzählt, bei der durch eine Verwechslung die Hauptfigur María nicht zur Entfaltung kommt, ist dem Genre der Filmkomödie zuzuordnen. Der Kritiker Tomás Pérez-Turrent schrieb über diesen Film, dass Hermosillo „once again … demonstrates his unique powers of observation of the [behavior], customs, myths and values of the Mexican middle class, caught in their everyday moods … at the same time, while appraising this seemingly banal everydayness, Hermosillo is also capable of penetrating beyond it on the fantastic, without any barrier to separate it from reality.“ 1985 veröffentlichte Hermosillo den Film Doña Herlinda y su hijo, der die Geschichte eines schwulen Mannes erzählt, der von seiner Mutter in eine Ehe mit einer Frau als Fassade gezwungen wird. Dieser Film wurde als Kommentar zu den moralischen Standards in Mexiko gesehen und errang internationale Aufmerksamkeit. 1988 folgte mit El verano de la señora Forbes eine weitere Adaption einer Romanvorlage von Gabriel García Márquez durch Hermosillo. In der Sexualkomödie Die Hausaufgabe aus dem Jahr 1991 sind lange Zeit aufgrund der Kameraeinstellung die Gesichter der Darsteller nicht zu sehen. Der Film wurde in nur einer Einstellung gedreht. 1992 ließ Jaime Humberto Hermosillo mit La tarea prohibida eine weniger erfolgreiche Fortsetzung folgen.
Jaime Humberto Hermosillo unterrichtete Film an der Universität Guadalajara. Er war an einigen Produktionen seiner Studenten beteiligt.

## Filmografie
- 1965: Homesick (Kurzfilm)
- 1967: S.S. Glencairn (Kurzfilm)
- 1971: Los nuestros
- 1975: El cumpleaños del perro
- 1977: Matinée
- 1977: Naufragio
- 1977: Idilio
- 1978: Amor libre
- 1979: María de mi corazón
- 1983: El corazón de la noche
- 1985: Doña Herlinda y su hijo
- 1988: El verano de la señora Forbes
- 1991: Die Hausaufgabe
- 1992: La tarea prohibita
- 1996: ¿Por qué nosotros no?
- 1997: De noche vienes, Esmeralda
- 2002: eXXXorcismos
- 2004: El Edén
- 2005: Rencor